# 87219 Marcbernstein
87219 Marcbernstein è un asteroide della fascia principale. Scoperto nel 2000, presenta un'orbita caratterizzata da un semiasse maggiore pari a 2,5546116 au e da un'eccentricità di 0,1618973, inclinata di 10,87107° rispetto all'eclittica.